# Laura Quevedo
Laura Quevedo, född 15 april 1996 i Coslada, är en spansk basketspelare. Quevedo blev olympisk silvermedaljör i basket vid sommarspelen 2016 i Rio de Janeiro.